# Antoni Ignasi Cervera
Antoni Ignasi Cervera, també conegut en alguns escrits com a Leandro Rubio (Palma, Mallorca, 1825 - Madrid, 1860) fou un periodista i dirigent obrer mallorquí.

## Biografia
Socialista utòpic seguidor de Fourier, va ser redactor dels periòdics madrilenys El Amigo del País, (1847), El Ensayo (1849), El Trabajador. Periódico de Educación Popular. (1851), El Taller (1852), La Voz del Pueblo (1853) i El Eco de las Barricadas (1854). Segons Fernando Garrido, aquestes publicacions van arribar a aconseguir 14.000 subscriptors i van propagar la creació d'associacions obreres a Barcelona, Màlaga, Figueras, Reus, València i altres punts d'Espanya. Juntament amb Francesc Pi i Margall el 1846 va fundar a Madrid una escola per a obrers, l'Escuela del Trabajador, molt abans que l'Escola Moderna de Francesc Ferrer i Guàrdia, com a prolongació lògica de les seves societats de socors mutus per a treballadors. Segons Ignacio Garrido, a aquesta escola van arribar a concórrer fins a 1.5000 treballadors. Va crear també El Treballador (1851), publicació quinzenal per a aquestes societats obreres els beneficis de les quals es destinaven «a sostenir escoles de nit per als treballadors i a socors mutus». Va participar en la Revolució de 1854 i amb Ceferí Tresserra i Ventosa cofundà el Falansterio Nacional (1858), societat secreta carbonària i republicana força activa a Catalunya, el País Valencià i Andalusia, que va arribar a comptar amb 80.000 membres. També va dirigir la impremta a Madrid que va portar el seu nom.

## Obres
- La voluntad nacional. Cómo el pueblo espera que la interpreten las Cortes Constituyentes, Madrid, Imp. de Tomás Núñez Amor, 1854.
- Com a Leandro Rubio, Historia de la clase obrera, desde los tiempos primitivos hasta nuestros días, 1854.
- Com a Leandro Rubio, Organización del crédito gratuito o sea Banco de préstamos gratuitos para las clases del pueblo Madrid: Imprenta a cargo de Juan Nuñez Amor, 1854.
- Solución práctica del problema social: caja de cambio, Madrid: Imprenta de Tomás Núñez Amor, 1855.
- Com a Leandro Rubio, Escenas economicas ó Estudios populares sobre el comercio de granos Madrid: Imprenta militar de Pedro Montero, 1858
- Com a Leandro Rubio, Una solucion para el arreglo de la deuda y la consolidacion definitiva del credito público de España. Madrid: Imprenta de los señores Rojas, 1876.